# Museo de Cera

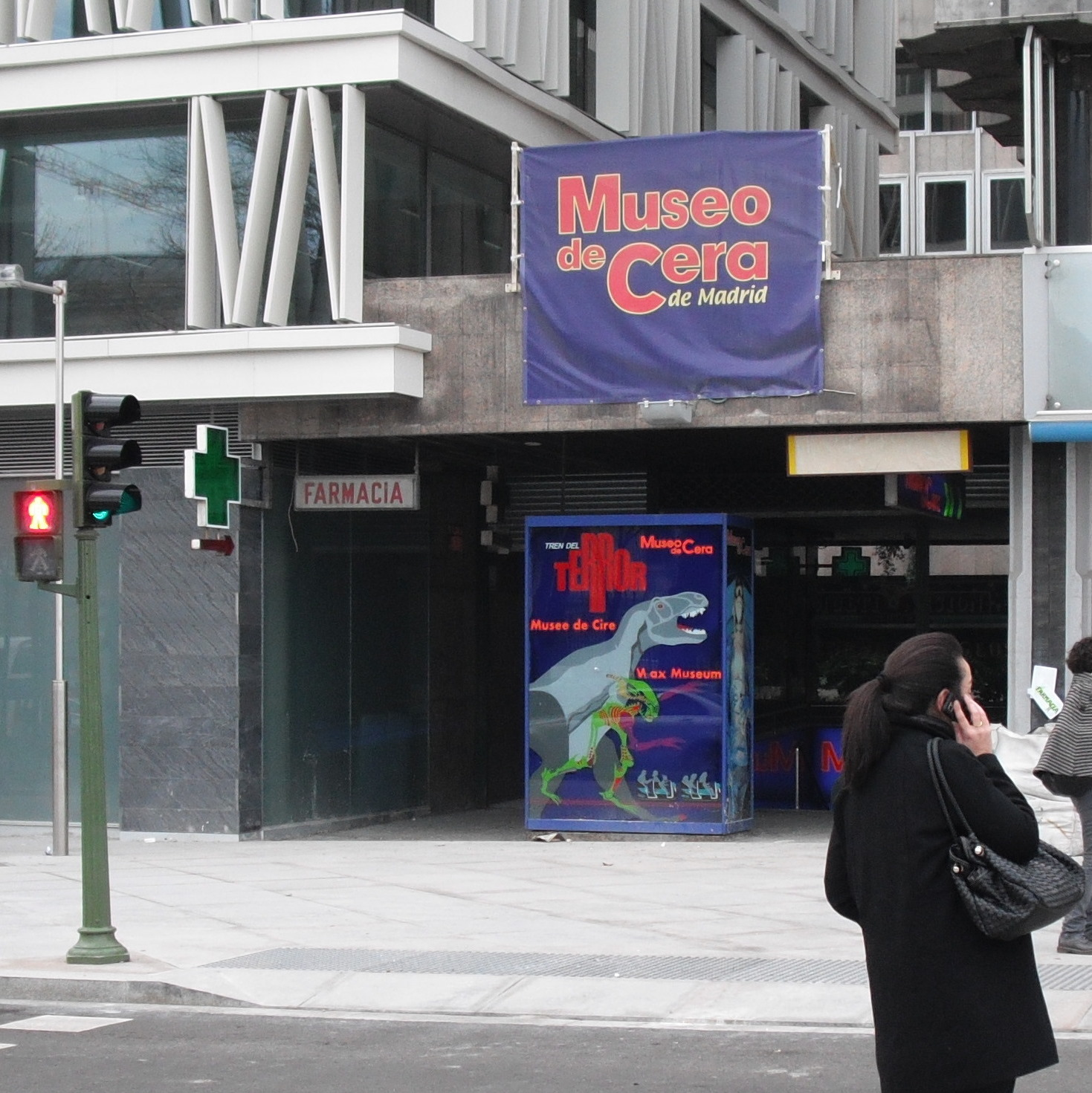
Der Eingang zum Museo de Cera an dem Paeso de Recoletos in Madrid

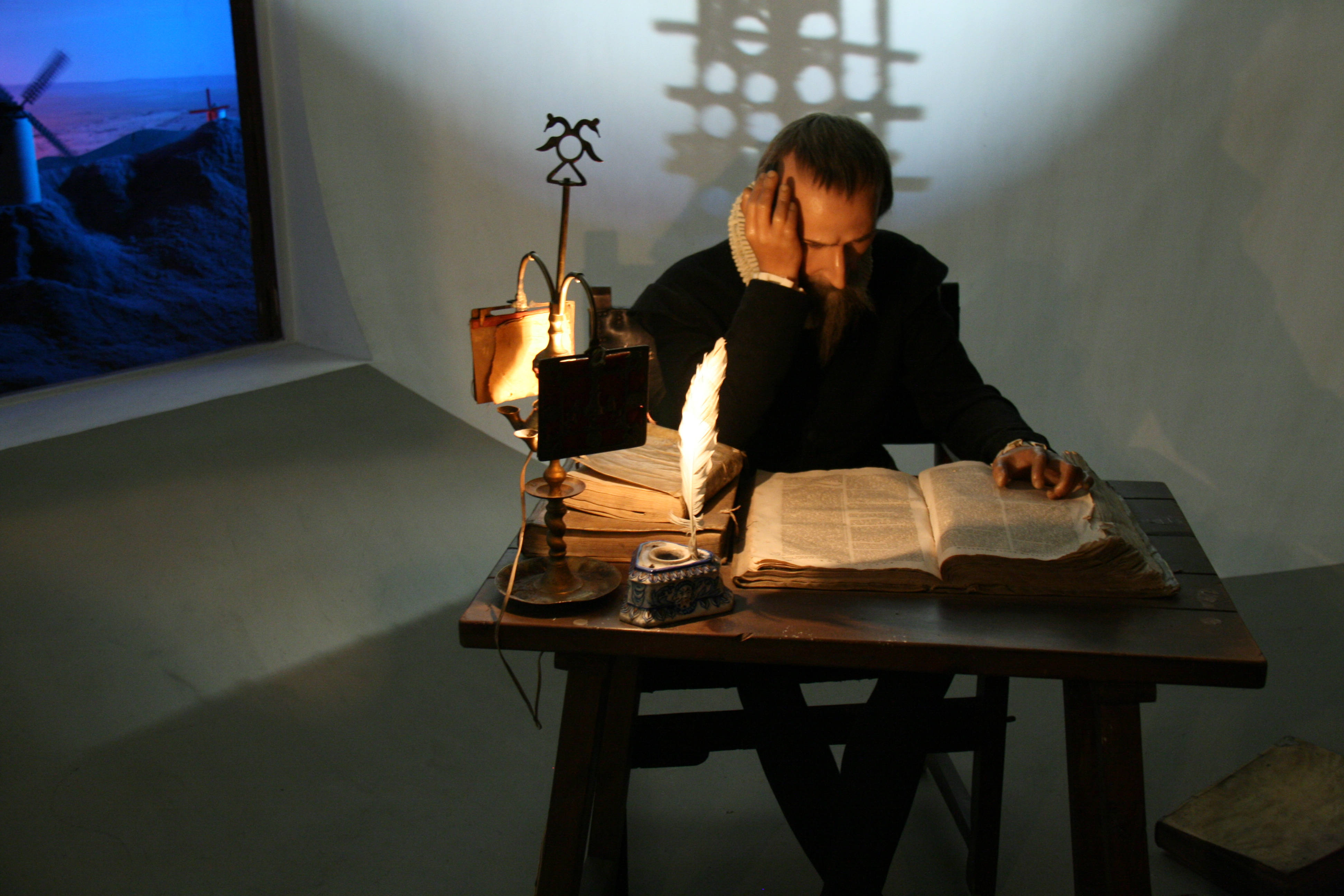
Cervantes schreibt den Don Quijote

Das Museo de Cera (spanisch für Wachsmuseum) der Stadt Madrid ist ein Museum, in dem sowohl berühmte Menschen aus den Bereichen Unterhaltung, Sport, Kunst, Wissenschaften, Literatur oder Geschichte, als auch Filmfiguren in Lebensgröße dargestellt sind. Zudem finden sich Geschehen der spanischen Geschichte in Wachs rekonstruiert. Es wurde 1972 eröffnet und befindet sich am Paseo de Recoletos No. 41.
Die jährlichen Besucherzahlen liegen bei rund 216.000 (2023), nach einem Rekord von 341.000 im Jahr 2006.

## Ausstellung
Unter den 450 ausgestellten Figuren finden sich unter anderem:
- Christoph Kolumbus
- Fidel Castro
- Mary Poppins
- Benedikt XVI.
- Superman
- Die katholischen Könige
- Kleopatra
- Cervantes, während er Don Quijote schreibt
- General Franco
- Leonardo DiCaprio
- Tom Cruise
- die spanische Königsfamilie nebst Regierungschef Zapatero
- Bart Simpson
- Stierkämpfer Manolete im Kampf mit seinem Gegner
- die Beatles
- Harry Potter
- Montserrat Caballé
- Donald Trump
- Fußballspieler Fernando Torres
- Fußballspieler Raúl González Blanco

Dazu gibt es noch die Schreckenskammer, und den Multivisionssaal, in dem Carlos I. die Geschichte Spaniens erzählt. Zum Abschluss führt eine Geisterbahn die Gäste in die Welt der Monster. Die Qualität der Figuren in diesem Museum ist im Allgemeinen allerdings nicht mit denen im Madame Tussaud's in London zu vergleichen.